# Robert Humphreys
Robert Humphreys, född 20 augusti 1893 i Hickman County, Kentucky, död 31 december 1977 i Frankfort, Kentucky, var en amerikansk demokratisk politiker. Han representerade delstaten Kentucky i USA:s senat från juni till november 1956.
Humphreys deltog både i första världskriget och i andra världskriget. Han var 1920 ledamot av Kentucky House of Representatives, underhuset i delstatens lagstiftande församling. Han var ledamot av delstatens senat 1932–1936.
Senator Alben W. Barkley avled 1956 och Humphreys blev utnämnd till senaten fram till fyllnadsvalet senare samma år. Han kandiderade inte i fyllnadsvalet och efterträddes i november 1956 som senator av John Sherman Cooper.
Humphreys är begravd på Highland Park Cemetery i Mayfield.